# Nguyễn Phúc Miên Sạ
Nguyễn Phúc Miên Sạ (chữ Hán: 阮福綿宱; 13 tháng 3 năm 1830 – 13 tháng 1 năm 1902), tước phong Tĩnh Gia công (靜嘉公), là một hoàng tử con vua Minh Mạng nhà Nguyễn trong lịch sử Việt Nam.

## Tiểu sử
Hoàng tử Miên Sạ sinh ngày 19 tháng 2 (âm lịch) năm Canh Dần (1830), là con trai thứ 49 của vua Minh Mạng, mẹ là Cung nhân Hồ Thị Thể (còn có húy là Tố Cẩm). Ông là người con duy nhất của bà Cung nhân.
Năm Minh Mạng thứ 21 (1840), vua cho đúc các con thú bằng vàng để ban thưởng cho các hoàng thân anh em, các hoàng tử công và hoàng tử chưa được phong tước. Hoàng tử Miên Sạ được ban cho một con tê giác bằng vàng nặng 5 lạng 7 đồng cân.
Năm Thiệu Trị thứ 6 (1846), tháng giêng, vua cho triệu các hoàng tử và hoàng đệ chưa được phong tước tất cả 10 người vào làm thơ ở điện Đông Các, trong đó có Miên Sạ. Hai hoàng đệ Miên Sạ và Miên Ngô đều không thi được, bị vua truyền chỉ quở mắng, còn Miên Thể lại phạm húy, bị phạt 2 năm lương. Bảy người còn lại đều được trúng cách và được phong tước sau đó.
Năm Tự Đức thứ 3 (1850), tháng giêng, ông được phong làm Tĩnh Gia Quận công (靜嘉郡公). Tháng 3 (âm lịch) cùng năm, thầy học của các hoàng thân là Võ Xuân Cẩn, đồng thời là cha vợ của vua, dâng sớ nói: “Các hoàng thân phần nhiều chỉ thích chơi đùa, không đến nghe giảng”. Vua sai phủ Tôn Nhân xét duyệt thì 4 hoàng thân là Miên Sạ, Hồng Y (hoàng tử thứ tư của Thiệu Trị), Hồng Tố (hoàng tử thứ sáu của Thiệu Trị) và Hồng Truyền (hoàng tử thứ 12 của Thiệu Trị) đều chỉ đến nghe giảng có 4 ngày, nên bị phạt lương 3 tháng. Một số hoàng thân khác cũng bị phạt lương vì việc này.
Năm Thành Thái thứ 14, Tân Sửu (1902), ngày 4 tháng 12 (âm lịch), quận công Miên Sạ mất, thọ 72 tuổi, thụy là Cung Túc (恭肅). Mộ của ông được táng tại Dương Xuân (thuộc Hương Thủy, Thừa Thiên - Huế), còn phủ thờ dựng ở Kim Long (Hương Trà, Huế). Về sau, ông được truy phong làm Tĩnh Gia công (靜嘉公).
Thân công Miên Sạ có chín con trai và bảy con gái. Ông được ban cho bộ chữ Nghiễm (广) để đặt tên cho các con cháu trong phòng. Chắt nội của ông là Bửu Đình, một nhà cách mạng Việt Nam.